# Élections au Parlement d'Andalousie de 1990
Les élections au Parlement d'Andalousie de 1990 (en espagnol : Elecciones al Parlamento de Andalucía de 1990) se tiennent le samedi 23 juin 1990, afin d'élire les 109 députés de la IIIe législature du Parlement d'Andalousie pour un mandat de quatre ans.
Le Parti socialiste, qui a changé de chef de file électoral au profit du ministre du Travail, Manuel Chaves, renforce sa majorité absolue au cours d'un scrutin marqué par une forte abstention, causée par une vague de chaleur et la tenue des élections un samedi, jour inhabituel. Si le Parti populaire stage, la Gauche unie subit une régression qui profite au Partido Andalucista, le seul à progresser en voix en dépit de la participation en recul.
Un mois après le scrutin, Manuel Chaves est investi président de la Junte avec le soutien de son seul parti.

## Contexte
Aux élections de 1986, le Parti socialiste conserve la majorité absolue des sièges mais avec une domination amoindrie en raison de la forte progression de la Gauche unie et de l'amélioration du score de la Coalition populaire. Le 25 juillet, le président de la Junte sortant, José Rodríguez de la Borbolla, est investi par le Parlement pour un second mandat, par 60 voix pour et 48 voix contre, l'ensemble des partis autres que le PSOE s'opposant à lui.

## Mode de scrutin

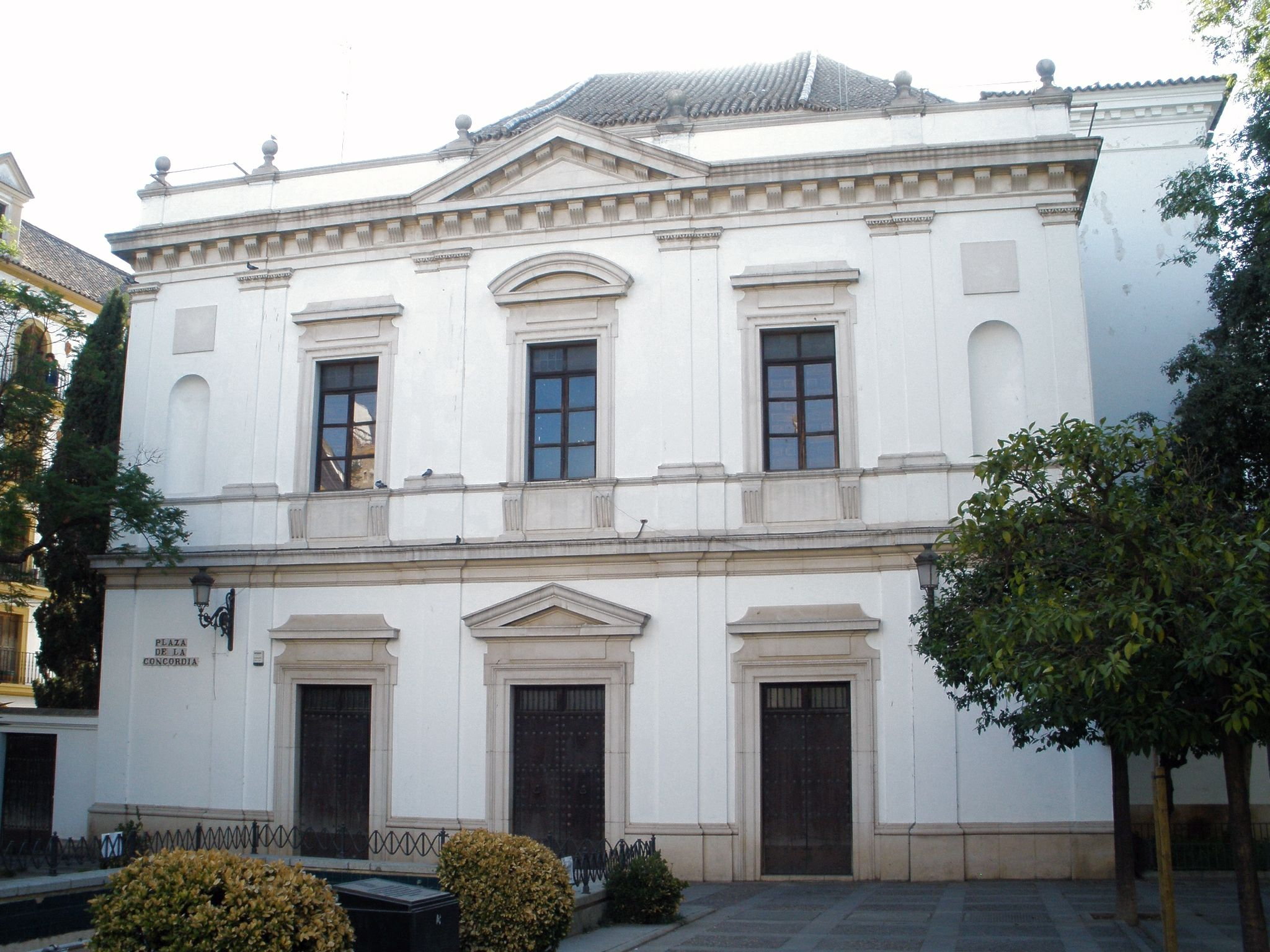
Façade de l'ancienne église du couvent de San Hermenegildo, siège du Parlement.

Le Parlement d'Andalousie (Parlamento de Andalucía) est une assemblée parlementaire monocamérale constituée de 109 députés (diputados), élue pour une législature de quatre ans au suffrage universel direct selon les règles du scrutin proportionnel d'Hondt par l'ensemble des personnes résidant dans la communauté autonome où résidant momentanément à l'extérieur de celle-ci, si elles en font la demande.

### Convocation du scrutin
Conformément à l'article 26 du statut d'autonomie, le Parlement est élu pour un mandat de quatre ans. L'article 14 de la loi électorale andalouse du 2 janvier 1986, combiné aux dispositions l'article 42 de la loi électorale nationale, précise que les élections sont convoquées au moyen d'un décret du président de la Junte d'Andalousie, signé 25 jours avant la fin du mandat et publié au Journal officiel, le scrutin devant se tenir entre le 54e et le 60e jour suivant la publication du décret,.

### Nombre de députés par circonscription
Puisque l'article 26 du statut d'autonomie prévoit que « le Parlement d'Andalousie sera constitué d'un nombre de députés compris entre 90 et 110 », l'article 17 de la loi électorale indique que le nombre de parlementaires est fixé à 109 et attribue à chaque circonscription 8 sièges d'office, les 45 mandats restant étant distribués en fonction de la population provinciale. L'article 28 du statut énonce effectivement que « la province constitue la circonscription électorale » et précise qu'aucune circonscription ne peut avoir plus du double de représentants qu'une autre.
Le décret de convocation des élections, publié le 29 avril 1990, dispose que les sièges sont répartis ainsi :
| Circonscriptions   | Députés |
| ------------------ | ------- |
| Séville            | 18      |
| Malaga             | 16      |
| Cadix              | 15      |
| Cordoue et Grenade | 13      |
| Jaén               | 12      |
| Almería et Huelva  | 11      |

### Présentation des candidatures
Peuvent présenter des candidatures,, :
- les partis ou fédérations politiques enregistrées auprès du registre des associations politiques du ministère de l'Intérieur ;
- les coalitions électorales de ces mêmes partis ou fédérations dûment constituées et inscrites auprès de la commission électorale au plus tard 10 jours après la convocation du scrutin ;
- et les électeurs de la circonscription, en nombre d'au moins 1 % des inscrits.

### Répartition des sièges
Seules les listes ayant recueilli au moins 3 % des suffrages valides — vote blanc inclus — peuvent participer à la répartition des sièges à pourvoir dans une circonscription, qui s'organise en suivant différentes étapes :
- les listes sont classées en une colonne par ordre décroissant du nombre de suffrages obtenus ;
- les suffrages de chaque liste sont divisés par 1, 2, 3... jusqu'au nombre de députés à élire afin de former un tableau ;
- les mandats sont attribués selon l'ordre décroissant des quotients ainsi obtenus.

Lorsque deux listes obtiennent un même quotient, le siège est attribué à celle qui a le plus grand nombre total de voix ; lorsque deux candidatures ont exactement le même nombre total de voix, l'égalité est résolue par tirage au sort et les suivantes de manière alternative.

## Campagne

### Principales forces politiques

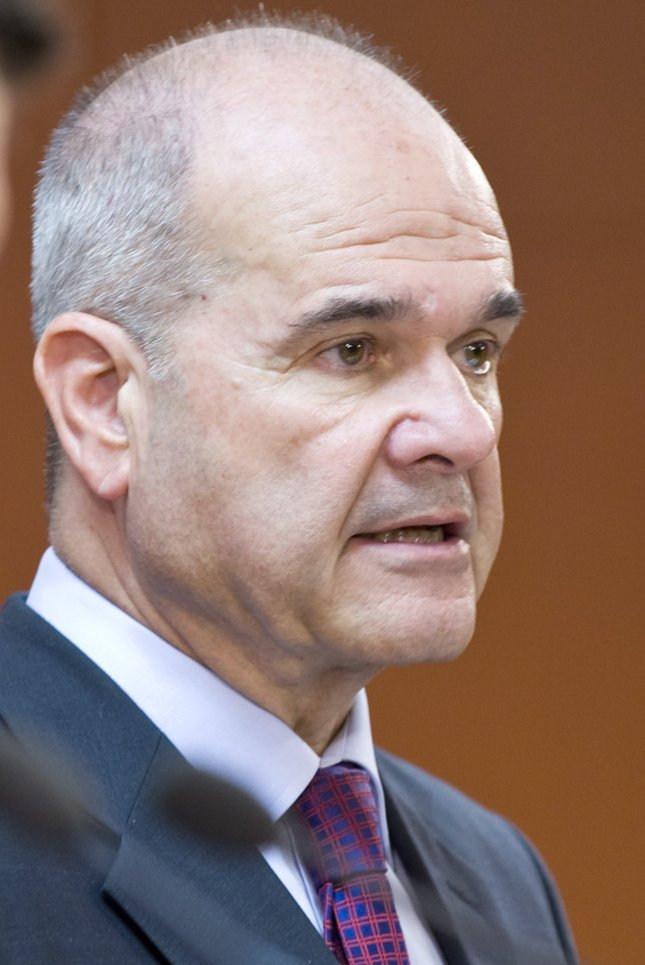
Manuel Chaves à la Commission mixte des transferts État-Pays basque.

| Force politique | Force politique                                                                                    | Force politique | Chef de file                           | Idéologie                                                               | Résultats en 1986          |
| --------------- | -------------------------------------------------------------------------------------------------- | --------------- | -------------------------------------- | ----------------------------------------------------------------------- | -------------------------- |
|                 | Parti socialiste ouvrier espagnol d'Andalousie (es) Partido Socialista Obrero Español de Andalucía | PSOE-A          | Manuel Chaves (Ex-ministre du Travail) | Centre gauche Social-démocratie, progressisme, nationalisme             | 47,0 % des voix 60 députés |
|                 | Parti populaire (es) Partido Popular                                                               | PP              | Gabino Puche                           | Centre droit à droite Conservatisme, démocratie chrétienne, libéralisme | 22,2 % des voix 28 députés |
|                 | Gauche unie – Appel pour l'Andalousie (es) Izquierda Unida-Convocatoria por Andalucía              | IU-CA           | Felipe Alcaraz (es)                    | Gauche Communisme, anticapitalisme, nationalisme                        | 17,8 % des voix 19 députés |
|                 | Partido Andalucista (fr) Parti Andalouciste                                                        | PA              | Pedro Pacheco (es) (Maire de Jerez)    | Centre gauche Social-démocratie, fédéralisme, nationalisme              | 5,9 % des voix 2 députés   |

## Résultats

### Total régional
| Représentation en hémicycle sur un axe gauche-droite du résultat. |                                                              |           |       |               |        |               |  |  |
| Partis                                                            | Partis                                                       | Voix      | %     | +/-           | Sièges | +/-           |  |  |
|                                                                   | Parti socialiste ouvrier espagnol d'Andalousie (PSOE-A)      | 1 368 576 | 49,61 | 2,57          | 62     | 2             |  |  |
|                                                                   | Parti populaire (PP)                                         | 611 734   | 22,17 | en stagnation | 26     | 2             |  |  |
|                                                                   | Gauche unie – Appel pour l'Andalousie (IU-CA)                | 349 640   | 12,67 | 5,14          | 11     | 8             |  |  |
|                                                                   | Partido Andalucista (PA)                                     | 296 558   | 10,75 | 4,89          | 10     | 8             |  |  |
|                                                                   | Centre démocratique et social (CDS)                          | 32 712    | 1,19  | 2,07          | 0      | en stagnation |  |  |
|                                                                   | Groupement Ruiz Mateos (RUIZ-MATEOS) (es)                    | 15 637    | 0,57  | Nv            | 0      | en stagnation |  |  |
|                                                                   | Parti des travailleurs d'Espagne – Unité communiste (PTE-UC) | 14 812    | 0,54  | Nv            | 0      | en stagnation |  |  |
|                                                                   | Démocratie socialiste (DS) (es)                              | 14 495    | 0,53  | Nv            | 0      | en stagnation |  |  |
|                                                                   | Les Verts (LV) (es)                                          | 13 979    | 0,51  | Nv            | 0      | en stagnation |  |  |
|                                                                   | Les Verts Écologistes (LVE) (es)                             | 12 645    | 0,46  | Nv            | 0      | en stagnation |  |  |
|                                                                   | Autres listes                                                | 28 022    | 1,02  |               | 0      | en stagnation |  |  |
|                                                                   | Vote blanc                                                   | 12 024    | 0,44  | 0,07          |        |               |  |  |
|                                                                   |                                                              |           |       |               |        |               |  |  |
| Votes valides                                                     | Votes valides                                                | 2 758 810 | 99,55 |               |        |               |  |  |
| Votes nuls                                                        | Votes nuls                                                   | 12 574    | 0,45  |               |        |               |  |  |
| Total                                                             | Total                                                        | 2 771 384 | 100   | –             | 109    | en stagnation |  |  |
| Abstentions                                                       | Abstentions                                                  | 2 236 291 | 44,66 |               |        |               |  |  |
| Inscrits / Participation                                          | Inscrits / Participation                                     | 5 007 675 | 55,34 |               |        |               |  |  |

### Par circonscription
| Circonscription | Circonscription | Almería | Almería | Almería | Almería       | Cadix   | Cadix   | Cadix  | Cadix         | Cordoue | Cordoue | Cordoue | Cordoue       | Grenade | Grenade | Grenade | Grenade       |
| --------------- | --------------- | ------- | ------- | ------- | ------------- | ------- | ------- | ------ | ------------- | ------- | ------- | ------- | ------------- | ------- | ------- | ------- | ------------- |
|                 |                 |         |         |         |               |         |         |        |               |         |         |         |               |         |         |         |               |
| Sièges          | Sièges          | 11      | 11      | 11      | en stagnation | 15      | 15      | 15     | en stagnation | 13      | 13      | 13      | en stagnation | 13      | 13      | 13      | en stagnation |
|                 |                 |         |         |         |               |         |         |        |               |         |         |         |               |         |         |         |               |
|                 |                 | Nombre  | Nombre  | %       | %             | Nombre  | Nombre  | %      | %             | Nombre  | Nombre  | %       | %             | Nombre  | Nombre  | %       | %             |
| Inscrits        | Inscrits        | 328 262 | 328 262 | 100,00  | 100,00        | 759 003 | 759 003 | 100,00 | 100,00        | 565 917 | 565 917 | 100,00  | 100,00        | 599 568 | 599 568 | 100,00  | 100,00        |
| Abstentions     | Abstentions     | 148 047 | 148 047 | 45,10   | 45,10         | 395 660 | 395 660 | 52,13  | 52,13         | 213 268 | 213 268 | 37,69   | 37,69         | 259 559 | 259 559 | 43,29   | 43,29         |
| Votants         | Votants         | 180 215 | 180 215 | 54,90   | 54,90         | 363 343 | 363 343 | 47,87  | 47,87         | 352 649 | 352 649 | 62,31   | 62,31         | 340 009 | 340 009 | 56,71   | 56,71         |
| Nuls            | Nuls            | 539     | 539     | 0,30    | 0,30          | 2 854   | 2 854   | 0,79   | 0,79          | 1 329   | 1 329   | 0,38    | 0,38          | 1 309   | 1 309   | 0,38    | 0,38          |
| Exprimés        | Exprimés        | 179 676 | 179 676 | 99,70   | 99,70         | 360 489 | 360 489 | 99,21  | 99,21         | 351 320 | 351 320 | 99,62   | 99,62         | 338 700 | 338 700 | 99,62   | 99,62         |
|                 |                 |         |         |         |               |         |         |        |               |         |         |         |               |         |         |         |               |
| Partis          | Partis          | Voix    | %       | Sièges  | +/-           | Voix    | %       | Sièges | +/-           | Voix    | %       | Sièges  | +/-           | Voix    | %       | Sièges  | +/-           |
|                 | PSOE-A          | 89 792  | 49,97   | 7       | en stagnation | 167 994 | 46,60   | 8      | 1             | 166 223 | 47,31   | 7       | 2             | 165 624 | 48,90   | 7       | en stagnation |
|                 | PP              | 51 150  | 28,47   | 3       | en stagnation | 56 021  | 15,54   | 2      | 1             | 72 959  | 20,78   | 3       | en stagnation | 94 545  | 27,91   | 4       | en stagnation |
|                 | IU-CA           | 16 239  | 9,04    | 1       | en stagnation | 36 224  | 10,05   | 1      | 1             | 66 165  | 18,83   | 2       | 3             | 39 836  | 11,76   | 1       | 1             |
|                 | PA              | 11 797  | 6,57    | 0       | en stagnation | 77 792  | 21,58   | 4      | 3             | 32 551  | 9,27    | 1       | 1             | 20 895  | 6,17    | 1       | 1             |
|                 | CDS             | 5 309   | 2,95    | 0       | en stagnation | 3 019   | 0,84    | 0      | en stagnation | 4 579   | 1,30    | 0       | en stagnation | 4 382   | 1,29    | 0       | en stagnation |
|                 | Autres          | 4 781   | 2,66    |         |               | 17 820  | 4,94    |        |               | 11 980  | 3,41    |         |               | 12 137  | 3,58    |         |               |
|                 | Blanc           | 608     | 0,34    | 1 619   | 0,45          | 1 442   | 0,41    | 1 281  | 0,38          |         |         |         |               |         |         |         |               |

| Circonscription | Circonscription | Huelva  | Huelva  | Huelva | Huelva        | Jaén    | Jaén    | Jaén   | Jaén          | Malaga  | Malaga  | Malaga | Malaga        | Séville   | Séville   | Séville | Séville       |
| --------------- | --------------- | ------- | ------- | ------ | ------------- | ------- | ------- | ------ | ------------- | ------- | ------- | ------ | ------------- | --------- | --------- | ------- | ------------- |
|                 |                 |         |         |        |               |         |         |        |               |         |         |        |               |           |           |         |               |
| Sièges          | Sièges          | 11      | 11      | 11     | en stagnation | 12      | 12      | 12     | 1             | 16      | 16      | 16     | 1             | 18        | 18        | 18      | en stagnation |
|                 |                 |         |         |        |               |         |         |        |               |         |         |        |               |           |           |         |               |
|                 |                 | Nombre  | Nombre  | %      | %             | Nombre  | Nombre  | %      | %             | Nombre  | Nombre  | %      | %             | Nombre    | Nombre    | %       | %             |
| Inscrits        | Inscrits        | 322 676 | 322 676 | 100,00 | 100,00        | 484 607 | 484 607 | 100,00 | 100,00        | 791 724 | 791 724 | 100,00 | 100,00        | 1 155 918 | 1 155 918 | 100,00  | 100,00        |
| Abstentions     | Abstentions     | 152 488 | 152 488 | 47,26  | 47,26         | 166 975 | 166 975 | 34,46  | 34,46         | 381 308 | 381 308 | 48,16  | 48,16         | 520 515   | 520 515   | 45,03   | 45,03         |
| Votants         | Votants         | 170 188 | 170 188 | 52,74  | 52,74         | 317 632 | 317 632 | 63,54  | 63,54         | 410 416 | 410 416 | 51,84  | 51,84         | 635 403   | 635 403   | 54,97   | 54,97         |
| Nuls            | Nuls            | 623     | 623     | 0,37   | 0,37          | 1 164   | 1 164   | 0,37   | 0,37          | 1 754   | 1 754   | 0,43   | 0,43          | 3 002     | 3 002     | 0,47    | 0,47          |
| Exprimés        | Exprimés        | 169 565 | 169 565 | 99,63  | 99,63         | 316 468 | 316 468 | 99,63  | 99,63         | 408 662 | 408 662 | 99,57  | 99,57         | 632 401   | 632 401   | 99,53   | 99,53         |
|                 |                 |         |         |        |               |         |         |        |               |         |         |        |               |           |           |         |               |
| Partis          | Partis          | Voix    | %       | Sièges | +/-           | Voix    | %       | Sièges | +/-           | Voix    | %       | Sièges | +/-           | Voix      | %         | Sièges  | +/-           |
|                 | PSOE-A          | 94 622  | 55,80   | 7      | en stagnation | 163 923 | 51,80   | 7      | en stagnation | 201 865 | 49,40   | 9      | 1             | 318 533   | 50,37     | 10      | en stagnation |
|                 | PP              | 37 618  | 22,19   | 2      | 1             | 86 000  | 27,17   | 4      | en stagnation | 90 081  | 22,04   | 4      | en stagnation | 123 360   | 19,51     | 4       | en stagnation |
|                 | IU-CA           | 15 793  | 9,31    | 1      | en stagnation | 36 314  | 11,47   | 1      | 1             | 59 727  | 14,62   | 2      | 1             | 79 342    | 12,55     | 2       | 1             |
|                 | PA              | 13 932  | 8,22    | 1      | 1             | 17 617  | 5,57    | 0      | en stagnation | 36 028  | 8,82    | 1      | 1             | 85 946    | 13,59     | 2       | 1             |
|                 | CDS             | 1 960   | 1,16    | 0      | en stagnation | 3 710   | 1,17    | 0      | en stagnation | 7 117   | 1,74    | 0      | en stagnation | 2 636     | 0,42      | 0       | en stagnation |
|                 | Autres          | 4 905   | 2,89    |        |               | 7 908   | 2,51    |        |               | 11 975  | 2,93    |        |               | 19 110    | 3,02      |         |               |
|                 | Blanc           | 735     | 0,43    | 996    | 0,31          | 1 869   | 0,46    | 3 474  | 0,55          |         |         |        |               |           |           |         |               |

## Analyse

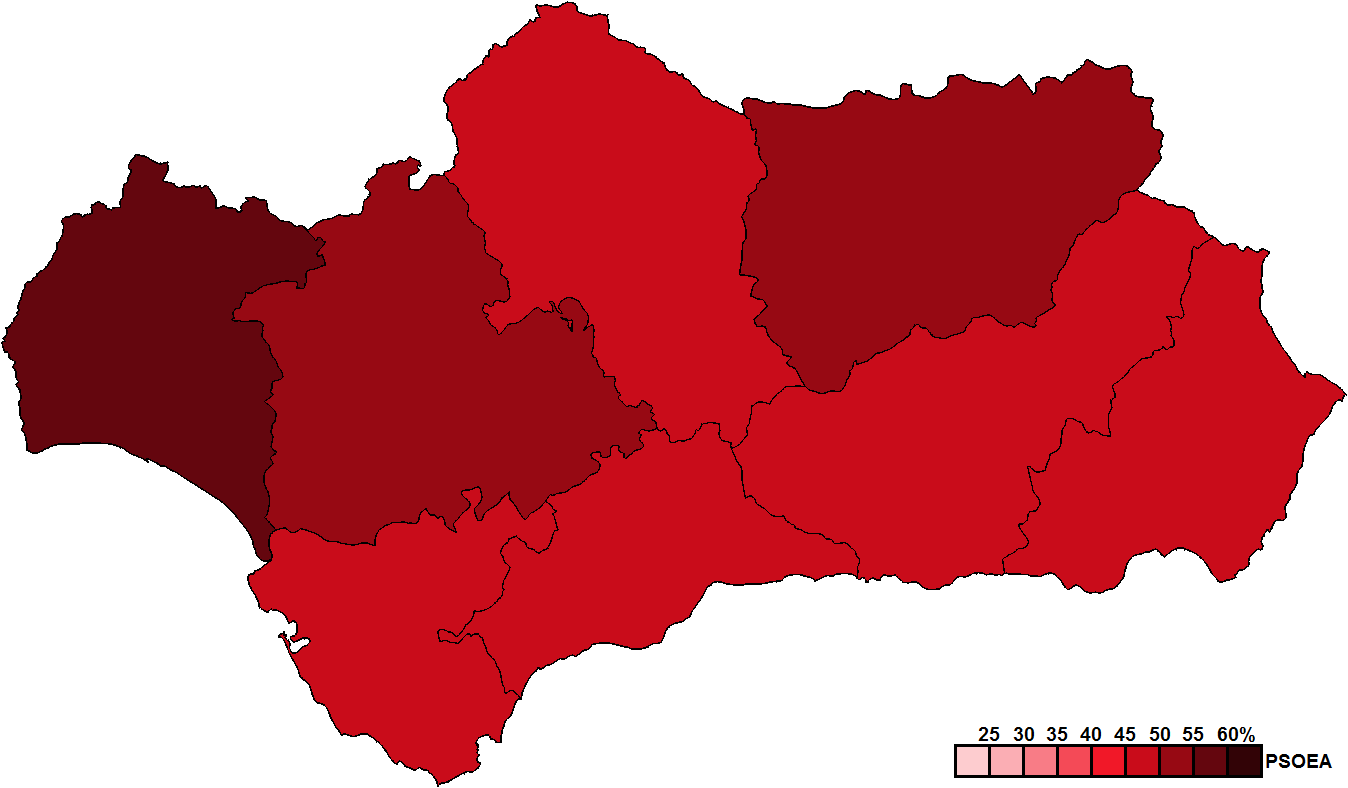
Parti arrivé en tête par circonscription et intensité de son score.

Le scrutin est marqué par une forte abstention puisque 45 % des électeurs boudent les urnes, soit le chiffre le plus élevé depuis les élections galiciennes de 1981. Ce recul de la participation s'explique par la combinaison d'une vague de chaleur qui pousse le thermomètre jusqu'à 40°C et le choix d'organiser le vote un samedi, au lieu du traditionnel dimanche, ainsi que par la diffusion d'un quart de finale de la coupe du monde de football.
Sur le plan des résultats, le Parti socialiste confirme sa majorité absolue et repasse la barre des 60 députés sur 109. En dépit des scandales ayant entouré le frère du vice-président du gouvernement, Alfonso Guerra, et du remplacement du président sortant, José Rodríguez de la Borbolla, par le ministre du Travail, Manuel Chaves, comme chef de file électoral, la domination socialiste sur l'Andalousie n'est pas remise en cause. Bien qu'il perde 14 % de ses voix de 1986, il conserve son assise parlementaire en raison de l'important recul de la participation. Il en va de même pour le Parti populaire, qui maintient sa représentation alors qu'il recule de 18 % en quatre ans,.
Entre les partis de deuxième rang, la situation est tout autre. La Gauche unie subit un important recul électoral, perdant 42 % de votants en quatre ans, ce qui constitue l'un des principaux événements du scrutin. À l'inverse, le Partido Andalucista se renforce considérablement, parvenant à conquérir 100 000 voix nouvelles par rapport à 1986, et ce alors que l'abstention progresse. Il pioche dans l'électorat de la Gauche unie, mais aussi dans celui du Centre démocratique et social. Il est cependant en recul à Jerez de la Frontera, dont son chef de file est le maire.

## Suites
Le 24 juillet 1990, Manuel Chaves est investi président de la Junte d'Andalousie par le Parlement à l'issue d'un jour de débat, par 62 voix pour et 47 voix contre, l'ensemble des partis autres que le PSOE s'opposant à lui. Il prête serment deux jours plus tard.